# Carcelia dubia
Carcelia dubia är en tvåvingeart som först beskrevs av Brauer och Julius Edler von Bergenstamm 1891.  Carcelia dubia ingår i släktet Carcelia och familjen parasitflugor. Inga underarter finns listade i Catalogue of Life.